# 행주대첩
행주대첩(幸州大捷)은 임진왜란 때 행주산성에서 권율이 지휘하는 조선군과 백성들이 일본군과 싸워 크게 이긴 전투이다.

## 배경
권율은 임진왜란 초에 광주 목사(光州牧使)로 있으면서 이치 전투와 독성산성 전투 등 전공을 세워 전라도 순찰사가 되었다. 권율은 행주산성에 웅거하며 명군과 합세해서 한양을 탈환하려다 조명연합군이 벽제관에서 대패하여 평양으로 돌아감으로써 고립 상태에 빠졌다.
이때 권율은 이순신에게 여러 가지 무기를 제공받았다.
한편 일본군은 총퇴각을 하던 중 벽제관 전투에서 명나라군을 대파하고 한양에 머물게 되었다.

## 전투 과정

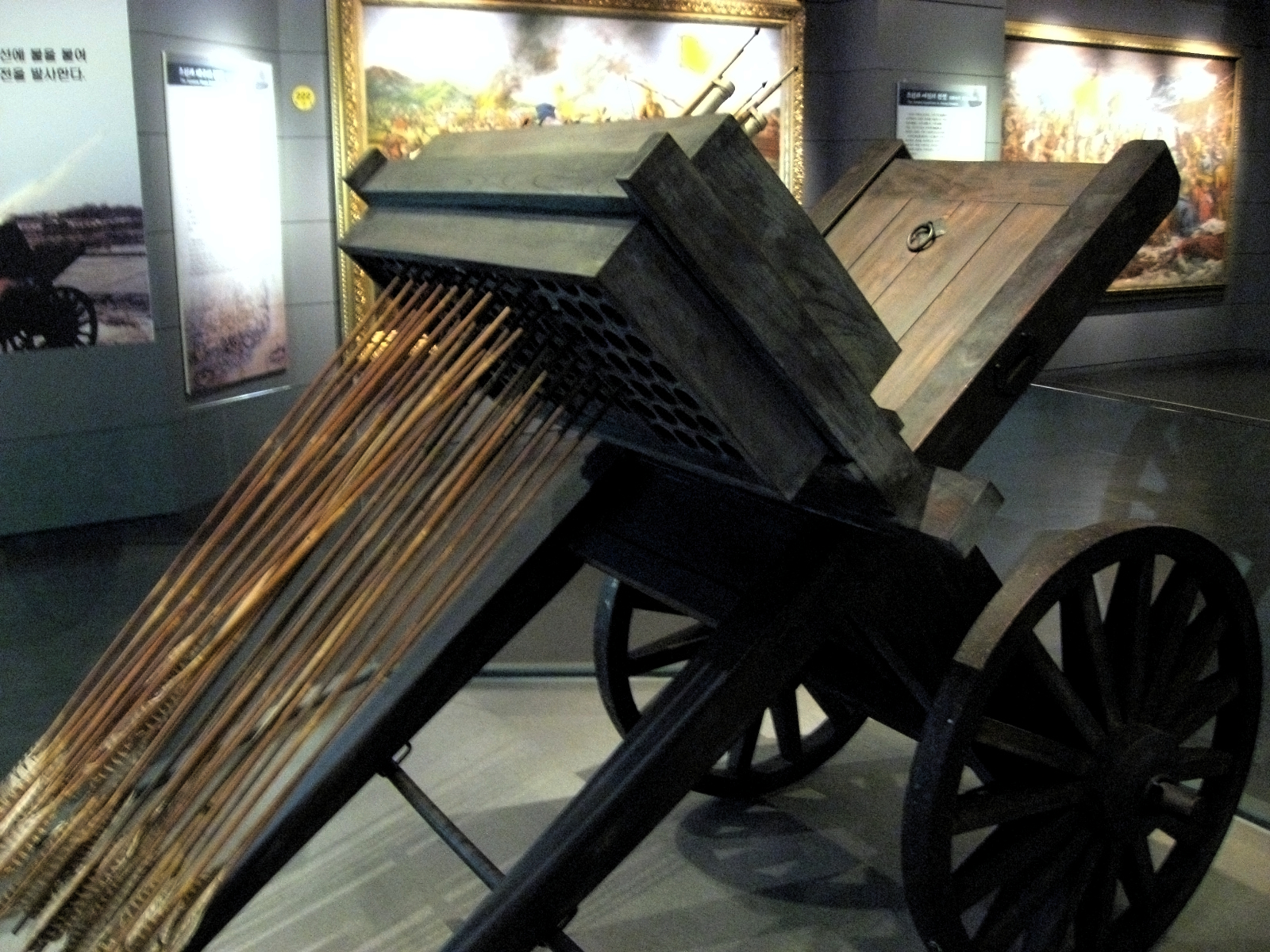
행주대첩에서 활약한 조선군의 화차

권율은 1593년 음력 2월에는 병력을 나누어 부사령관 선거이에게 금천 금주산(衿州山)에 진을 치게 한 후 병력을 이끌고 한강을 건너 행주산성에 주둔하였다. 이때 의병장 김천일과 승병장 처영의 병사들도 합세하여 총병력은 관군 3,000여명과 의병 6000여명 등 병력은 총 9,000여명에 이르게 되었다.
행주산성의 지형은 후방에 한강이 흐르고 있었으므로 배수진의 형태였다. 또한 행주산성은 말이 좋아 산성이었지 높이가 120 m 밖에 안되는 낮은 언덕에 위치한 것에 불과하였고 지대 역시 험준한 것과는 거리가 멀었다. 더욱이 행주산성은 그 규모가 작을 뿐만 아니라 성벽도 매우 낮은 토성에 불과하였기 때문에 조선군은 토성 위를 목책으로 둘러싼채 싸움에 임할 수 밖에 없었다.
이런 열악한 조건속에서도 조선군은 휘하 다이묘들을 이끌고 공격해 온 우키다 히데이에의 일본군을 맞아 비격진천뢰 및 신기전 같은 최신 무기들과 천자총통을 비롯한 각종 화포 그리고 바위, 화살, 불덩이, 끓는 물까지도 퍼부어 7차례에 걸친 적의 총공격을 모두 격퇴하는데 성공하였다. 그 결과 최소 500여명의 사상자를 내게 하고 적장 우키타 히데이에 및 이시다 미쓰나리, 깃카와 히로이에에게 모두 부상을 입혔다. 특히 우키타 히데이에는 중상을 입고 죽을 위기에 몰렸으나 부하 병사들이 우키타 히데이에를 업고 뛰어서 도망친 덕택에 목숨을 부지할 수 있었다.
이때 조선군의 신무기인 화차와 비격진천뢰, 이순신에게 제공받은 각종 함포들(천자총통 등)도 맹활약한 바 있다. 권율은 이 전공으로 도원수에 올랐다가 탈영병을 즉결 처분한 죄로 해직되었으나, 한성부판윤으로 재기용되어 비변사당상(備邊司堂上)을 겸직하였고, 1596년 충청도 순찰사에 이어 다시 도원수가 되어 어마(御馬)까지 하사받았다.

## 같이 보기
- 화차
- 비격진천뢰